# Scud Race
Scud Race (Sega Super GT na América do Norte) é um jogo eletrônico arcade de corrida produzido pela Sega em 1996.
O jogo poderia ser conectado até quatro gabinetes, os carros são baseados na categoria FIA GT Championship com quatro diferentes circuitos, com modo Grand Prix ou Endurance (onde o jogador joga em todas as pistas). Também foi lançada a versão Scud Race Plus em 1997 somente no Japão com modo reverso para pistas e uma pista oval em miniatura, além de novos carros.
Foi planejada uma versão para o console Sega Saturn, posteriormente cancelada, também foi apresentada um tech demo do jogo para o Dreamcast, a versão do Xbox de OutRun 2 possui um modo onde o jogador pode percorrer as quatro pistas do jogo.